# 波塔萊格雷主教座堂

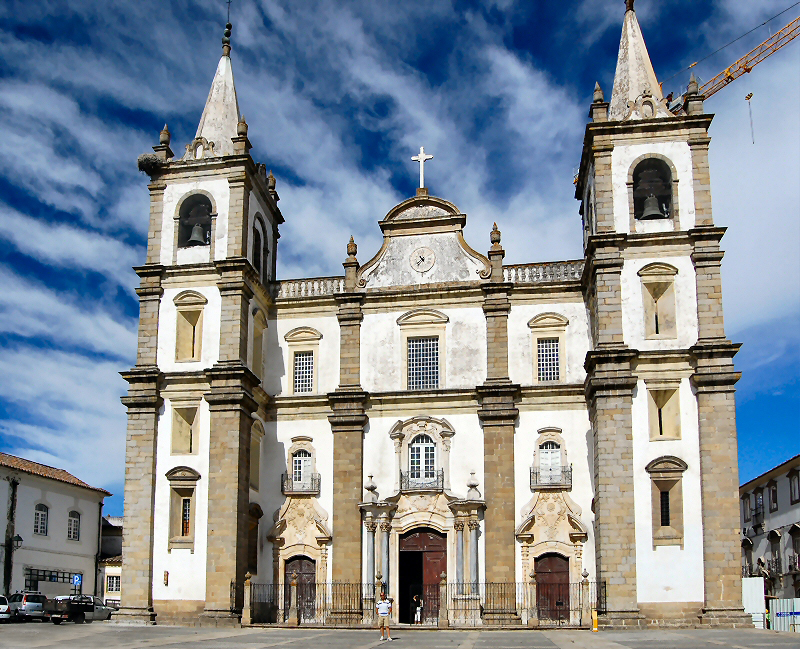
波塔萊格雷主教座堂

波塔萊格雷主教座堂（葡萄牙語：Catedral de Portalegre）是葡萄牙城市波塔萊格雷的一座羅馬天主教的教堂。

## 历史
這座教堂始建於1556年，竣工於17世紀初期。

## 从属关系
波塔萊格雷主教座堂是天主教波塔萊格雷-布朗庫堡教區的主教座堂。